# Huda jama - strogo čuvana tajna
Huda Jama - strogo čuvano tajna je slovensko-hrvaški dokumentirani film iz leta 2017, ki ga je napisal in režiral slovenski publicist in preiskovalec jugoslovanskih povojnih zločinov, Roman Leljak. Dokumentarni film govori o jugoslovanskem komunističnem zločinu v rudniku Barbara rov, kjer so Titovi partizani po vojni leta 1945 pobili veliko število civilistov, domobrancev in vojnih ujetnikov ter s tem storili enega najhujših jugoslovanskih komunističnih zločinov. Ta zločin je zelo simbolen tudi zato, ker je bila jama nato zazidana z številnimi pregradami, da bi preprečili dostop do žrtev.
Film je bil narejen z amaterskim proračunom, manj kot 10.000 evri. Dosegel je veliko priljubljenost, saj je bilo pomembno posredovati resnico o zločinu v jami.

## Vsebina
V slovenskem naselju Huda Jama pri Laškem se nahaja star zapuščen rudnik Barbara rov. Tam je jugoslovanska komunistična partizanska vojska takoj po vojni leta 1945 storila enega najhujših zločinov - v jami so pobili okrog 3000 Slovencev, Hrvatov in Srbov, pa tudi nekaj ljudi bosanskega in nemškega porekla. Veliko ljudi so v rudnik zmetali še živih. Med žrtvami je bilo tudi veliko žensk, otrok in starejših ljudi. Da ne bi bil ta hud zločin razkrit, so komunisti zazidali vhod v jašek rudnika z 11 betonskimi pregradami, saj so hoteli zločin na vsak način prikrit. Kot pravi Roman Leljak, je 700 Slovencev, 2000 Hrvatov in 300 Avstrijcev, ki so bili zazidani na tem mestu v jami, svoje življenje končalo v strašnih mukah. 
Poleg jugoslovanskega zločina nad Slovenci, Hrvati in Srbi v jami, dokumentarni film prikazuje tudi posnetke izkopavanja pri odkritju jame in storilce zločina, med drugimi fotografije Josipa Broza Tita, Edvarda Kardelja in partizanske vojske. V filmu je bil uporabljen tudi video intervjuja Ivana Mačka, ki razkriva informacije o tem kako so jugoslovanske organizacije pobijale ter video ogleda rudnika pod vodstvom zgodovinarja Jožeta Dežmana. Režiser Roman Leljak je med snemanjem nastopil v filmu.  